# Sungai Muar

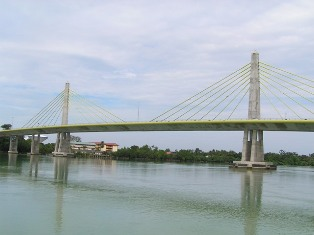
Die Muar Second Bridge über den Muar in der Stadt Muar, eröffnet 2003

Der Sungai Muar (malaiisch sungai, „Fluss“; deutsch Muar-Fluss) ist ein etwa 250 km langer Fluss in Malaysia im Süden der Malaiischen Halbinsel.

## Flussverlauf
Der mäanderreiche Sungai Muar beginnt auf etwa 400 m Höhe als Abfluss aus einem Stausee (malaiisch tasik) im Waldgebiet Hutan Lipur Jeram Toi 15 km östlich der Stadt Seremban (im Bundesstaat Negeri Sembilan) und führt durch die Bundesstaaten Negeri Sembilan und Johor. Am Oberlauf befinden sich zwei Stauseen, der Kelinchi-Damm (malaiisch Tasik Kelinchi) und der Talang-Damm (malaiisch Tasik Sungai Muar). Zuflüsse sind unter anderem der Sungai Selat und der Sungai Segamat. Der Sungai Muar fließt anfangs nach Osten. Bei Flusskilometer 200 befindet sich die Stadt Bahau unweit vom linken Flussufer. Anschließend wendet er sich 35 km in Richtung Ostsüdost und danach erneut nach Osten. Dabei überquert er die Grenze zum Bundesstaat Johor. Bei Flusskilometer 220 biegt der Sungai Muar scharf nach Süden ab und fließt westlich an Segamat vorbei. Auf seinen letzten 90 Kilometern wendet sich der Sungai Muar allmählich nach Südwesten und entwickelt dabei größere Flussschlingen. Er fließt durch Kuala Pilah und mündet bei Muar in die Straße von Malakka. Der etwa 1,80 Meter flache Fluss lässt lediglich kleine Boote wie Fährschiffe zu.
Sein Einzugsgebiet von 6.137.800 km² ist das größte aller malaiischen Flüsse.

## Geschichte
Das namensgebende Wort „Muar“ stammt wohl aus dem alten malaiischen Wort Muara für „das weite offene Land“, eine Beschreibung, auf die das Gefälle des Flusses von lediglich 400 Metern zutrifft.
Ende des Jahres 1523 wurden in der Flussmündung mehrere portugiesische Schiffe durch eine muslimische Flotte versenkt. Unter den 60 portugiesischen Opfern war auch der Seefahrer Henrique Leme.